# Trenton (Kentucky)
Trenton és una població dels Estats Units a l'estat de Kentucky. Segons el cens del 2000 tenia 419 habitants.

## Demografia
Segons el cens del 2000, Trenton tenia 419 habitants, 177 habitatges, i 121 famílies. La densitat de població era de 288,9 habitants/km².
Dels 177 habitatges en un 22,6% hi vivien nens de menys de 18 anys, en un 54,8% hi vivien parelles casades, en un 10,2% dones solteres, i en un 31,6% no eren unitats familiars. En el 28,2% dels habitatges hi vivien persones soles el 14,7% de les quals corresponia a persones de 65 anys o més que vivien soles. El nombre mitjà de persones vivint en cada habitatge era de 2,37 i el nombre mitjà de persones que vivien en cada família era de 2,91.
Per edats la població es repartia de la següent manera: un 21,5% tenia menys de 18 anys, un 6,7% entre 18 i 24, un 24,8% entre 25 i 44, un 26,7% de 45 a 60 i un 20,3% 65 anys o més.
L'edat mediana era de 42 anys. Per cada 100 dones de 18 o més anys hi havia 80,8 homes.
La renda mediana per habitatge era de 27.250 $ i la renda mediana per família de 35.938 $. Els homes tenien una renda mediana de 32.917 $ mentre que les dones 19.167 $. La renda per capita de la població era de 17.723 $. Entorn del 17,4% de les famílies i el 19,4% de la població estaven per davall del llindar de pobresa.

## Poblacions més properes
El següent diagrama mostra les poblacions més properes.